# Tricondyloides breviscapus
Tricondyloides breviscapus là một loài bọ cánh cứng trong họ Cerambycidae.